# Eric Swinkels
Henricus Adrianus Joseph „Eric” Swinkels (ur. 30 marca 1949 w Best) –  holenderski strzelec.
Swinkels uczestniczył w letnich igrzyskach olimpijskich sześciokrotnie (1972, 1976, 1984, 1988, 1992, 1996), zawsze w konkurencji skeet. Podczas swojej kariery na igrzyskach zdobył srebrny medal w 1976. Podczas igrzysk w 1988 był chorążym reprezentacji Holandii.